# Río Ambroz
Der ca. 35 km lange Río Ambroz (auf den letzten 10 km seines Laufs wird er auch Río Cáparra genannt) ist ein Nebenfluss des Río Alagón im Norden der Provinz Cáceres in der autonomen Region Extremadura im Westen Spaniens.

## Verlauf
Der Río Ambroz entspringt – je nach Stärke und Dauer der Regenfälle – in einer Höhe von etwa 1800 bis 2000 m Höhe am Westhang des 2102 m hohen Canchal Pinajarro in der Sierra Cabrera; er fließt zunächst nach Westen, um bei Abadía eine überwiegend südwestliche Richtung einzuschlagen. Seine Mündung in den Río Alagón befindet sich auf dem Gemeindegebiet von Guijo de Granadilla.

## Orte am Fluss
- Hervás
- Abadía

## Sehenswürdigkeiten
Sehenswert sind die zuerst waldreichen, später dann eher ariden Berg- und Hügellandschaften im Valle del Ambroz sowie die ca. 4.000 Einwohner zählende Kleinstadt Hervás mit ihrem noch erhaltenen ehemaligen Judenviertel (judería). Etwa 4 km vor seiner Einmündung in den Río Alagón überquert die Römerbrücke von Cáparra den Fluss.